# Iñaki Cañal
Iñaki Cañal Garcia, né le 30 septembre 1997 à Gijón, est un athlète espagnol, spécialiste du 400 mètres.

## Biographie
En mars 2022, il remporte la médaille d'argent du relais 4 × 400 mètres à l'occasion des championnats du monde en salle de Belgrade.

## Palmarès
| Date | Compétition                    | Lieu     | Résultat | Épreuve   | Marque       |
| ---- | ------------------------------ | -------- | -------- | --------- | ------------ |
| 2022 | Championnats du monde en salle | Belgrade | 2e       | 4 × 400 m | 3 min 6 s 82 |
| 2022 | Championnats ibéro-américains  | La Nucia | 2e       | 4 × 400 m | 3 min 4 s 05 |
| 2022 | Championnats d'Europe          | Munich   | 4e       | 4 × 400 m | 3 min 0 s 54 |
| 2024 | Championnats d'Europe          | Rome     | 5e       | 4 × 400 m | 3 min 1 s 44 |

## Records
| Épreuve              | Résultat | Lieu   | Date            |
| -------------------- | -------- | ------ | --------------- |
| 400 m                | 45 s 27  | Madrid | 22 juillet 2023 |
| 400 m (piste courte) | 45 s 89  | Madrid | 19 février 2023 |